# The Golf Bug
The Golf Bug est un film muet américain réalisé par James D. Davis et sorti en 1922.

## Fiche technique
- Réalisation : James D. Davis
- Production : Hal Roach
- Genre : comédie
- Format : noir et blanc
- Son : muet
- Date de sortie : États-Unis : 29 octobre 1922

## Distribution
- James Parrott : Paul
- Jobyna Ralston : la fille